# Gruppi d'Azione Patriottica
Gruppi d'Azione Patriottica, GAP, var en italiensk kommunistisk partisangrupp som bekämpade den tyska ockupationsmakten i Italien i slutet av andra världskriget.
I mars 1944 förövade GAP, vars medlemmar kallades gappisti, ett attentat på Via Rasella i Rom.